# Philippa Ballantine
Philippa Ballantine (8 de agosto de 1971 (53 años) quién también utilizó el seudónimo Pip Ballantine, es una escritora contemporánea de ciencia ficción y una ávida podcaster neozelandesa. Vive en Manassas, Virginia, con su marido y colaborador Tee Morris.

## Historia
Nació en Wellington, Nueva Zelanda. Asistió a la Escuela Samuel Marsden. Y, se graduó por la Universidad Victoria en Wellington con un BA en lengua inglesa y ciencia política. También posee una licenciatura en ciencia aplicada de Estudios Bibliotecológicos, por la Open Polytechnic de Nueva Zelanda.
En 2006, fue la primera autora de Nueva Zelanda que tuvo sus novelas en podcast.
En 2010, su primer "Libro del Orden", Geist, fue publicado por Ace Books, seguido por Spectyr, Wrayth, y la final en la serie Harbinger.
Es coautora, con su marido Tee Morris, de la serie de novelas "Ministerio de Peculiares Ocurrencias". La primera, Phoenix Rising, salió en 2011 y ganó un Premio de Airship para Mejores Trabajos Escritos.
Phoenix Rising fue también valorado al tope de los mejores diez libros de ciencia ficción en 2011. 
La secuela The Janus Affair fue un Locus Bestseller y ganó el Premio Steampunk de Chronicle Readers Choice por Mejor Ficción.
En 2011, firmó un contrato con la Editorial Pyr por una serie de dos libros, el primer del cual fue Cazador y Zorro .  El segundo, Kindred & Wings, salió en 2013.

## Pódcast / escritos

### Libros del Order
- Philippa Ballantine, Geist (2010) Ace Books ISBN 0-441-01961-7
- Philippa Ballantine, Spectyr (2011) Ace Books ISBN 0-441-02051-8
- Philippa Ballantine, Wrayth (2012), Ace Books ISBN 1-937007-75-8
- Philippa Ballantine, Harbinger (2012), Ace Books ISBN 0-425-25655-3

### Novelas El Ministerio de Peculiares Ocurrencias
- Philippa Ballantine, Tee Morris, Phoenix Rising: A Ministry of Peculiar Occurrences Novel (2011), HarperVoyager ISBN 0-06-204976-3

- Philippa Ballantine, Tee Morris, The Janus Affair: A Ministry of Peculiar Occurrences Novel (2012), HarperVoyager ISBN 0-06-204978-X

- Philippa Ballantine, Tee Morris, Dawn's Early Light: A Ministry of Peculiar Occurrences Novel (2014), Ace Books ISBN 0-425-26731-8

- Philippa Ballantine, Tee Morris, The Diamond Conspiracy: A Ministry of Peculiar Occurrences Novel (2015), Ace Books ISBN 0-425-26732-6

- Philippa Ballantine, Tee Morris, The Ghost Rebellion: A Ministry of Peculiar Occurrences Novel (2016), CreateSpace Independent Publishing Platform ISBN 1-5328-8890-2

### Series Shifted World
- Philippa Ballantine, Cazador y Zorro (2012) Pyr Libros ISBN 1-61614-623-0
- Philippa Ballantine, Parentela y Alas (2013) Pyr Libros ISBN 1-61614-779-2

### Verity Fitzroy & series Ministerio Siete
YA novella
- Philippa Ballantine, Tee Morris, La Maldición del Faraón de Plata (2016), Imagina Aquello! Studios ASIN B01IPJC0YG

### Colecciones
- Philippa Ballantine, Tee Morris, Little Red Flying Hood, Aladdin and His Wonderfully Infernal Device, Little Clockwork Mermaid, and Mechanical Wings, Imagine That! Studios ASIN B01EZJTNRW

### Novelas de podcast
- Philippa Ballantine, Weaver's Web (2006) Podiobooks.com
- Philippa Ballantine, Chasing the Bard (2008) Podiobooks.com
- Philippa Ballantine, Weather Child (2009) Podiobooks.com
- Philippa Ballantine, Digital Magic (2010) Podiobooks.com

### Colaboraciones
- Philippa Ballantine, colaboradora, "Piezas" (2008) Podiobooks.com

### Pódcast
- Whispers at the Edge (2006–2008)
- The Shared Desk (2011–presente)

### Antología de podcast
- Tales from the Archives (2011–presente)
- Chronicles of the Order (2010–presente)
- Erotica à la Carte (2008–presente)

## Premios y reconocimiento
- 2013 Steampunk Chronicle Readers Choice Award winner for Best Fiction[8]
- 2012 Premio Parsec ganadora por Best Speculative Fiction: Small Cast (Short Form)[9]
- 2011 Airship Award winner for best written work (with Tee Morris)[10]
- 2011 Sir Julius Vogel Award nominada por Best Novel- Adult[11]
- 2010 Parsec Award finalista por Best Speculative Fiction Magazine or Anthology Podcast[12]
- 2010 Sir Julius Vogel Award finalist for Best fan production[13]
- 2009 Parsec Award finalist for Best Speculative Fiction Magazine or Anthology Podcast[14]
- 2009 Sir Julius Vogel Award winner for Best fan production[15]
- 2009 Sir Julius Vogel Award nominee for Best Novel- Adult[16]
- 2007 Parsec Award finalist for Best Writing Podcast.
- 2006 Sir Julius Vogel Award nominee for Best Novel[17]